# ナポレオーネ
ナポレオーネ（イタリア語: Napoleone）は、イタリア語の男性の名前。
「ナポリの人」「ナポリ（Napoli）のライオン(Leone)」の意味。

## この名の著名人
- ナポレオーネ・ディ・ブオナパルテ - 「ナポレオン」として知られるフランスの皇帝。
  - ナポレオン2世
  - ナポレオン3世
  - ナポレオン4世
  - ナポレオン5世
  - ナポレオン6世
  - ナポレオン7世（シャルル・ナポレオン）
  - ナポレオン7世（ジャン＝クリストフ・ナポレオン）
- ナポレオーネ・フェラーラ - イタリア系アメリカ人の学者。